# Gregersdorf (Adelsgeschlecht)

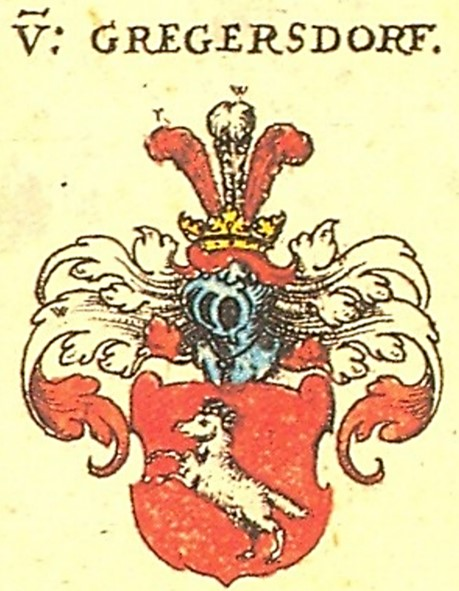
Wappen derer von Gregersdorf im Siebmacher

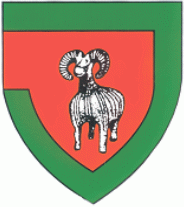
Wappen von Jordansmühl

Gregersdorf, auch Grögersdorf, war der Name eines alten schlesischen Adelsgeschlechts, das 1719 im Mannesstamm erlosch.

## Geschichte
Das seit der ersten Hälfte des 16. Jahrhunderts beurkundete Geschlecht nannte sich nach ihrem Stammsitz Grögersdorf im Herzogtum Brieg. 1586 erscheinen Kaspar Gregersdorf auf Grögersdorf, Heinrich und Niklas Gregersdorf auf Kurtwitz, Kaspar und Heinrich Gregersdorf auf Jordansmühl und Friedrich Gregersdorf auf Dankwitz. 1591 Sebastian Gregersdorf auf Jordansmühl, die Brüder Nikolaus, Hans und Heinrich Gregersdorf auf Kurtwitz und Ranchwitz, die Brüder Kaspar, Adam, Heinrich und Hans Gregersdorf auf Jordansmühl, Grunau und Dürr-Hartau, Valentin Gregersdorf auf Neudorf, Kaspar Gregersdorf auf Grögersdorf und Friedrich Gregersdorf auf Dankwitz. 1630 kaufte der Landesälteste Sigismund von Pfeil und Klein-Ellguth das Gut Jordansmühl, darauf erbte es seine Witwe Ludmilla geborene von Gregersdorf. Die Familie ist 1719 mit Johann Heinrich von Gregersdorf auf Klein-Jeseritz und Pudigau im Mannesstamm erloschen.

## Angehörige
- Kaspar von und auf Gregersdorf († 1595); ⚭ Anna Fuchs von Ebenhofen († 12. Februar 1616)
  - Katharina von Gregersdorf (* 1582); ⚭ Adam von Senitz und Rudelsdorf auf Ranckau
- Hans Heinrich von Gregersdorf auf Jordansmühl, 1592 Landesältester des Fürstentums Brieg und Hofrichter der Weichbilder Strehlen und Nimptsch
- Hans Heinrich von Gregersdorf und Jordansmühl, Erbherr auf Kuhnau († 10. März 1669), bestattet in der Kirche von Naselwitz
- Georg Christoph von Gregersdorf auf Klein-Jeseritz, Pudigau und Kreisewitz, 1604 k. k. Hauptmann und Landesältester des Weichbildes Nimptsch
  - Anna Elisabeth von Gregersdorf († 17. Juli 1719), letzte Namensträgerin; ⚭ Georg Friedrich Freiherr von Kittlitz
- Hans Heinrich von Gregersdorf auf Klein-Jeseritz und Pudigau († 14. Januar 1719); 1.⚭ Anna Katharina von Berg und Merzdorf († 17. Juni 1708); 2.⚭ Johanna Elisabeth von Seidlitz († 29. Juli 1719 in Leipitz); 3.⚭ Eleonora Charlotta Freiin Kitlitz von Jäschkittel
  - Charlotta Elisabeth von Gregersdorf (* 30. Oktober 1714; † 1718)

## Wappen
Blasonierung: In Rot ein silberner, rechts springender Widder. Auf dem gekrönten Helm drei Pfauenfedern in rot, weiß, rot. Die Helmdecken sind rot-silbern.